# Solecism
Solecism (grekiska σολοικισμός, soloikismos, latin solœcismus) är i första hand ett språkfel. Termen har använts som beteckning på olika slags språkfel, men i inskränkt bemärkelse betecknar den ett syntaxfel (meningsbyggnadsfel). I denna inskränkta betydelse kan solecism bilda ett motsatspar med barbarism, som kan betyda ordbildningsfel (se artikeln Barbarism).
Termen används även i bemärkelsen groda, blamage, brott mot god ton, etikettsbrott. Termen har fått sitt namn efter den antika staden Soloi i Kilikien, där invånarna sades tala en barbarisk form av grekiska.